# Edifici Roca Barallat
L'Edifici Roca Barallat és un edifici situat a la cantonada de la Via Augusta i la plaça de Narcís Oller, a la Vila de Gràcia (Barcelona), catalogat com a bé cultural d'interès local.

## Història
Va ser projectar el 1935 per l'arquitecte Carles Martínez Sánchez, vinculat al Grup d'Arquitectes i Tècnics Catalans per al Progrés de l'Arquitectura Contemporània (GATPAC).

## Descripció
Consta de baixos comercials, un pis principal i 6 pisos residencials.
La façana que dona a la Via Augusta, on es troba la porta d'entrada, presenta una morfologia similar a l'altra, amb un articulació amb volumetria cubista, amb diversos balcons de desenvolupament exterior moderat i balconades en galeria que sobresurten igual que els balcons. Els elements que basteixen els balcons i les galeries (marcs de fusta i reixats sobris respectivament) tenen el mateix color. Les portes i finestres s'han estandarditzat segon els models i mides del GATCPAC.
L'edifici concentra tota la seva potencialitat a l'angle de la cantonada on recorre a diversos elements per tal de conferir gran dinamisme tals com les esmentades galeries, "bow-windows", balcons amb diversos dissenys, entre d'altres.
A l'interior, s'organitza amb tres pisos per replà amb un gran desenvolupament d'espais de comunicació i corredors per tal de permetre el màxim nombre de sortides directes a l'exterior.